# 张培荣 (民国)
张培荣（1875年—？）字耀臣，河南正阳人，中华民国军事将领。郑士琦的部属。

## 生平
张培荣生于1875年。民國7年（1918年）至民国12年（1923年）任山東曹州鎮守使。1923年7月18日，兼代兗州鎮守使。民国13年（1924年）起，任兗州鎮守使，同時為山東陸軍第六混成旅旅長。
1923年12月，吴可璋电告郑士琦及兖州镇守使张培荣，称“孙美瑶全旅15日哗变”。郑士琦接到来电后，命张培荣相机行事，寻机杀孙美瑶以消除后患。张培荣调11 个营的兵力部署在枣庄附近。1923年12月16日，张培荣来到枣庄，邀乡绅及孙美瑶到中兴公司进行问候，并称，“苏鲁边境很不安静，昨日三封电催我派兵往剿，等我把队伍派出去，有了时间再为孙、吴二位置酒解和。”张培荣命乡绅告诉吴可璋团长“大事化小，小事化了”，随即赴兰陵部署军事。1923年12月19日，张培荣回到枣庄，发请帖宴请孙美瑶、吴可璋，并嘱下请帖人让孙美瑶带鹌鹑来斗。孙美瑶毫无防备，乃率卫士赴宴解和，刚进门便被制服，卫兵也被缴械。吴可璋随即命令将孙美瑶绑赴东门里墙根正法，并且派兵包围了孙美瑶的新编旅，迫使新编旅缴械投降，仅少数人逃走。1923年12月22日，张培荣解散了新编旅，该旅官兵每人发免死状一张，全部枪支收缴折洋，连以上的20多位军官被集中到省城。张培荣、吴可璋发表公告称，
查孙美瑶本系著名积匪，自临案发生以来，掳掠中外人士，居为奇货，百端要挟，牵动外交，致令各国严重抗议，干我国政，侵我主权，派兵共管，国几不国。自古盗贼为害国家，未有孙美瑶之甚者。乃该匪受抚改编后，不思痛自悔改，假借军威，勾通匪类，纵兵殃民，犯法干政，每奉上令，动辄违抗。近敢鼓动全旅，图谋不轨，挟带武装，推至营务处，凶恶暴横，肆意凌辱。访査该匪确有谋变举动，特密禀督理，请准惩办，旋奉复准。于12月19日将该匪拿办，就地正法，以儆元凶，切切特布。
1923年12月27日，执法营撤走，吴可璋押运收缴的600条枪回济南。
张培荣是佛教居士。北伐以後，張培荣被通緝在逃，其妻張方綠為了保全其生命財產，乃將建于民國三年（1914年）的張培荣公館改为佛堂，名為“菩提寺”，全家婦女均出家為尼師。張方綠起法名“元炎”；兩妾其一法名“廣法”，其一法名“廣林”；四個丫頭法名分别為“續直”、“續道”、“纊慶”、“續嚴”。此外，還有幾位帶髮修行的老婦。